# Lauren Maltby
Lauren Elizabeth Maltby (San Diego, California, 17 de noviembre de 1984) es una actriz y psicóloga estadounidense. Es conocida por sus papeles como Margie Hammond en la trilogía de Zenon y Heather Hartman en Stepsister from Planet Weird.

## Biografía
Maltby nació en San Diego, California. Fue alumna del Whittier Christian High School donde hacía carrera a campo a través. En la final de la Liga Olímpica de campo a través que tuvo lugar el 2 de noviembre de 2000, quedó en 28.º puesto con un tiempo de 25:49.15. Asistió a la Biola University y se doctoró en psicología clínica, centrándose su investigación en sexismo ambivalente.

## Filmografía
| Año  | Título                                                      | Papel                       |
| ---- | ----------------------------------------------------------- | --------------------------- |
| 2004 | Zenon: Z3                                                   | Margie Hammond              |
| 2001 | The Princess Diaries                                        | Beach Student in Blue Dress |
| 2001 | Zenon: The Zequel                                           | Margie Hammond              |
| 2000 | Stepsister from Planet Weird                                | Heather Hartman             |
| 2000 | You're Invited to Mary-Kate and Ashley's School Dance Party | Erica                       |
| 1999 | Zenon: Girl of the 21st Century                             | Margie Hammond              |
| 1998 | I'll Be Home for Christmas                                  | Tracey Wilkinson            |
| 1997 | Sisters and Other Strangers                                 | Gail, 12 Años               |

## Apariciones en televisión
| Año  | Título                                    | Papel          | Notes                                  |
| ---- | ----------------------------------------- | -------------- | -------------------------------------- |
| 2002 | Los Proud                                 | Samantha (voz) | "I Had A Dream" (Season 1, Episode 15) |
| 2000 | One World                                 | Becky          | "Chrushed" (Season 3, Episode 6)       |
| 2000 | You're Invited to Mary-Kate & Ashley's... | Ella misma     | TV Special                             |
| 1998 | Movie Surfers                             | Ella misma     |                                        |

## Vida personal
Tiene una hermana mayor, Jessica. En su vida real, Kirsten Storms y Lauren Maltby son mejores amigos.
"Zenon Z3" fue el último proyecto de interpretación de Lauren. Después del final de la película de "Zenon" se retiró de la interpretación. Lauren es ahora psicóloga infantil en Long Beach y en el Centro de Terapia del Comportamiento Cognitivo del Sur de California.